# Azorella polaris
Azorella polaris is een plantensoort uit de schermbloemenfamilie (Apiaceae). Het is een grote kruidachtige plant die een hoogte van ongeveer een meter kan bereiken. 
De soort komt voor op meerdere Sub-Antarctische eilanden, zoals de ten zuidoosten van Nieuw-Zeeland liggende Antipodeneilanden en op Macquarie-eiland, gelegen tussen Australië en Antarctica. De plant groeit daar te midden van zogenaamde megaherb vegetatie, reusachtige kruidachtige planten uit geslachten zoals Pleurophyllum.
Het werd vroeger als voedsel en als een middel tegen scheurbuik gebruikt door ontdekkingsreizigers en zeehondenjagers. Op het Macquarie-eiland werd de soort bedreigd door geïntroduceerde zwarte ratten en konijnen tot ze in 2011 uitgeroeid werden.

## Synoniemen
- Stilbocarpa polaris (Hombr. & Jacquinot) A.Gray
- Aralia polaris Hombr. & Jacquinot